# Kite (노래)
‘Kite’는 잉글랜드의 싱어송라이터 케이트 부시의 노래로, 1978년 EMI 레코드를 통하여 발매한 첫 번째 정규 음반 “The Kick Inside”에 네 번째 트랙으로 수록되어 있다. 또한 1978년 1월 20일에 나온 부시의 첫 번째 싱글 ‘Wuthering Heights’의 B사이드로 발매되었다. 레게 스타일을 가지고 있다. 

## 작곡
‘Kite’는 ♭VII를 사용해 두 조바꿈을 사용하고 있으며, 이끎음을 공통 화음으로 사용하였다.